# Seleção dos Estados Unidos de Voleibol Feminino
A Seleção dos Estados Unidos de voleibol feminino é uma equipe nacional norte-americana composta pelas melhores jogadoras de voleibol dos Estados Unidos da América. É regida pela USA Volleyball. Encontra-se na sétima posição do ranking da FIVB segundo dados de 27 de julho de 2025 (após a final da Liga das Nações de Voleibol Feminino de 2025, na qual terminou em oitavo lugar da classificação geral).
Nos Jogos Olímpicos conquistaram seis medalhas, uma medalha de ouro em 2020, quatro de prata em 1984, 2008, 2012 e 2024 e duas de bronze em 1992 e 2016. Em 2014, conquistou pela primeira vez o título do Campeonato Mundial, competição que ainda possui dois vice-campeonatos: em 1967 e em 2002. Foram campeãs do Grand Prix por seis vezes: 1995, 2001, 2010, 2011, 2012 e 2015.

## Tóquio 2020
A seleção feminina de vôlei dos Estados Unidos finalmente conquistou o ouro!
Em jogo na Ariake Arena de Tóquio, a equipe dos EUA derrotou o Brasil por 3x0 parciais  (25-21, 25-20, 25-14) para terminar em primeiro lugar e permanecer invicto no torneio olímpico. A vitória americana foi um regozijo, já que as americanas já haviam perdido para o Brasil na disputa pela medalha de ouro nos Jogos de Pequim de 2008 e nos Jogos de Londres de 2012.
Apenas quatro atletas restaram do time da Rio 2016, onde a Sérvia as derrotou nas semifinais. Foluke Akinradewo,  Kim Hill e a capitã do time, Jordan Larson.

## Elenco atual
| Camisa | Nome              | Posição     | Idade | Altura | Peso | Clube atual                 |
| ------ | ----------------- | ----------- | ----- | ------ | ---- | --------------------------- |
| 3      | Carli Lloyd       | Levantadora | 28    | 1,80   | 75   | Praia Clube                 |
| 7      | Lauren Carlini    | Levantadora | 23    | 1,85   | 77   | Pallavolo Scandicci         |
| 5      | Rachel Adams      | Central     | 28    | 1,88   | 81   | Eczacibasi VitrA            |
| 6      | Tetori Dixon      | Central     | 25    | 1,91   | 83   | Pro Victoria Monza          |
| 8      | Lauren Gibbemeyer | Central     | 29    | 1,87   | 71   | Eczacibasi VitrA            |
| 16     | Foluke Akinradewo | Central     | 30    | 1,91   | 79   | Hisamitsu Springs           |
| 9      | Madison Kingdon   | Ponta       | 25    | 1,83   | 78   | Hwaseong IBK Altos          |
| 15     | Kimberly Hill     | Ponta       | 28    | 1,93   | 72   | Imoco Volley Conegliano     |
| 14     | Michelle Bartsch  | Ponta       | 28    | 1,90   | 78   | Igor Gorgonzola Novara      |
| 13     | Sarah Wilhite     | Ponta       | 22    | 1,85   | 75   | Futura Volley Busto Arsizio |
| 12     | Kelly Murphy      | Oposto      | 28    | 1,88   | 79   | USA Volleyball              |
| 11     | Andrea Drews      | Oposto      | 24    | 1,91   | 77   | Volleyball Casalmaggiore    |
| 23     | Kelsey Robinson   | Líbero      | 25    | 1,88   | 73   | VakifBank                   |
| 4      | Justine Wong      | Líbero      | 22    | 1,68   | 66   | USA Volleyball              |
| 20     | Amanda Benson     | Líbero      | 23    | 1,69   | 63   | Vandoeuvre-Nancy            |
| 10     | Jordan Larson     | Ponta       | 31    | 1,88   | 68   | Eczacibasi VitrA            |
|        | Karch Kiraly      | Treinador   | 57    | 1,88   | 93   |                             |

## Equipe de treinamento
| Posição              | Nome             |
| -------------------- | ---------------- |
| Treinador principal  | Karch Kiraly     |
| Treinador assistente | Luka Slabe       |
| Treinador assistente | Erin Virtue      |
| Treinador assistente | Tamari Miyashiro |
| Médico               | Jeff Liu         |
| Diretor de seleção   | Jimmy Stitz      |
| Fisioterapeuta       | Kara Kessans     |

## Jogadoras notáveis
- Beth McLachlin[3]
- Caren Kemner
- Danielle Scott-Arruda
- Debbie Green
- Deborah Brown (Debbie Brown)[4]
- Diana Hoffman[5]
- Elaina Oden
- Fanny Hopeau[6]
- Flo Hyman
- Jane Ward[7]
- Jordan Larson
- Kim Oden
- Laurel Brassey-Iversen
- Laurie Flachmeier
- Lori Endicott
- Logan Tom
- Mary Jo Peppler[8]
- Patricia Bright[9]
- Patty Dowdell
- Paula Weishoff
- Rita Crockett
- Rose Magers
- Tara Cross-Battle